# El desembarcament de Maria de Mèdici a Marsella
El desembarcament de Maria de Mèdici a Marsella és un quadre del pintor flamenc Peter Paul Rubens. És un dels quadres del cicle de la Vida de Maria de Mèdici, que va ocupar l'autor entre 1622 i 1625 i va ser sens dubte l'encàrrec més important de la seva vida. Es tracta d'una pintura a l'oli, que mesura 3,94 metres d'alt i 2,95 m. d'amplada. Actualment es conserva al Museu del Louvre de París.
Aquesta pintura representa un tema històric. Maria de Mèdici, que havia estat la reina de França com a consort d'Enric IV, era al temps de l'execució dels quadres la reina mare i regent, ja que el rei Lluís XIII, havia ascendit al tron als nou anys (el 1610). L'encàrrec va ser realitzat per la mateixa Maria, amb la finalitat de reforçar la seva sobirania i legitimitat en uns temps en què el seu fill Lluís XIII entrava en conflicte amb la seva mare. El programa de tota la sèrie va ser ideat per l'abat de Saint-Ambroise, però igualment van contribuir amb les seves propostes la reina, el cardenal Richelieu i el mateix pintor.
Rubens va dibuixar els esbossos a París, però l'execució material va ser portada a terme amb ajuda de col·laboradors a Anvers. Mentre que els quadres de la sèrie es conserven al Louvre, els esbossos són a l'Alte Pinakothek de Múnic.
En aquest quadre es representa un fet històric succeït el 3 de novembre de 1600: Maria de Mèdici arriba a Marsella. Al·legories de França i de la ciutat la complimenten. Per sobre, la sobrevola la Fama. La composició és descentrada, amb un dinamisme típicament barroc. Junt als personatges històrics o reals del pla superior coexisteixen els personatges mitològics al mar: monstres marins, sirenes, nimfes, on abunden els opulents nus i els colors càlids típics de l'escola veneciana. Són Neptú i les nereides, que han acompanyat el vaixell per assegurar una travessia sense incidents. Així elimina les fronteres entre l'històric, el terrenal i les forces eternes.